# Ġorġ Abela
Ġorġ Abela (Qormi, 1948. április 22. –) Málta 8. köztársasági elnöke 2009 és 2014 között. Nős, két gyermek apja. Nevének gyakori írásmódja George Abela.

## Civil élete
Egyszerű kikötői munkás gyermekeként született. A Máltai Egyetemen szerzett bachelor diplomát angol, máltai és történelem szakokon, majd jogi mastert. 1995-ben doktori címet szerzett európai jogból. Egyházi jogi diplomája is van.
33 évig dolgozott ügyvédként, polgári-, kereskedelmi- és ipari jogra szakosodott. 25 éven keresztül volt a General Workers' Union szakszervezet tanácsadója. 2000-ben megváltak tőle, ám továbbra is különböző szakszervezetek tanácsadója volt. A 2007-es kikötői reformban a kikötői munkásokat képviselte, a tárgyalások kimeneteléért később az Európai Unió is elismerését fejezte ki.

## Politikai pályája
1987-ben a választási bizottság tagja lett. Később a Nemzeti Bank és a Bank of Valletta elnöke is volt. 1992-ben megválasztották a Máltai Munkáspárt pártügyekért felelős alelnökévé, 1996 és 1998 között Dr. Alfred Sant miniszterelnök jogi tanácsadója volt. Részt vett az uniós csatlakozási tárgyalásokon, mint a jogi és szociális ügyek tárgyalója. A kormányra és az Unióra irányuló kritikája miatt 2008-ban elvesztette a pártelnök-választást Joseph Muscat ellenében, ám az új pártelnök meghívta a pártvezetésbe.
2009 telén Lawrence Gonzi miniszterelnök bejelentette, hogy őt jelölik Málta következő államfőjének. Ez volt az első alkalom, hogy a kormány egy ellenzéki politikust jelölt és választott köztársasági elnökké, így Abela a parlament teljes támogatását élvezi.

## Egyéb tevékenységei
Aktív részt vállalt Málta sportéletében is. Először szülővárosa klubjánál, az Qormi F.C.-nél volt pénztáros, majd klubelnök. 1982-ben megválasztották a Malta Football Association (a Máltai Labdarúgó Szövetség) elnökének. Ezt a posztot 10 évig töltötte be, miközben az UEFA egyes bizottságainak is tagja lett.